# Варкбае-е Олія
Варкбае-е Олія (перс. وركبارعليا) — село в Ірані, у дегестані Кугпає, у бахші Новбаран, шагрестані Саве остану Марказі. За даними перепису 2006 року, його населення становило 92 особи, що проживали у складі 34 сімей.

## Клімат
Середня річна температура становить 9,24 °C, середня максимальна – 27,35 °C, а середня мінімальна – -12,08 °C. Середня річна кількість опадів – 265 мм.
| Клімат поселення                              | Клімат поселення | Клімат поселення | Клімат поселення | Клімат поселення | Клімат поселення | Клімат поселення | Клімат поселення | Клімат поселення | Клімат поселення | Клімат поселення | Клімат поселення | Клімат поселення | Клімат поселення |
| Показник                                      | Січ.             | Лют.             | Бер.             | Квіт.            | Трав.            | Черв.            | Лип.             | Серп.            | Вер.             | Жовт.            | Лист.            | Груд.            |                  |
| Середній максимум, °C                         | 3,86             | 5,70             | 8,68             | 15,52            | 20,72            | 26,09            | 27,33            | 27,35            | 23,11            | 17,30            | 11,00            | 5,54             |                  |
| Середня температура, °C                       | −4,12            | −2,26            | 0,72             | 7,55             | 12,76            | 18,13            | 21,75            | 21,78            | 17,54            | 11,72            | 5,41             | −0,04            |                  |
| Середній мінімум, °C                          | −12,08           | −10,23           | −7,25            | −0,42            | 4,80             | 10,16            | 16,16            | 16,20            | 11,95            | 6,13             | −0,17            | −5,63            |                  |
| Норма опадів, мм                              | 32               | 34               | 50               | 43               | 37               | 6                | 2                | 1                | 0                | 10               | 20               | 30               |                  |
| Середньомісячна швидкість вітру, м/с          | 1.73             | 2.19             | 2.54             | 2.84             | 2.48             | 2.21             | 2.19             | 2.10             | 2.01             | 1.94             | 1.63             | 1.81             |                  |
| Середньомісячна сонячна радіація, кДж/м²·день | 8637             | 11342            | 14052            | 17720            | 21833            | 26592            | 26030            | 23640            | 20351            | 14765            | 10510            | 8383             |                  |
| --------------------------------------------- | ---------------- | ---------------- | ---------------- | ---------------- | ---------------- | ---------------- | ---------------- | ---------------- | ---------------- | ---------------- | ---------------- | ---------------- | ---------------- |
| Джерело:                                      |                  |                  |                  |                  |                  |                  |                  |                  |                  |                  |                  |                  |                  |